# Allen Hoskins
Allen Clayton Hoskins (Boston, 9 de agosto de 1920-Oakland, California, 26 de julio de 1980) fue un actor infantil de nacionalidad estadounidense conocido principalmente por interpretar a Farina en los cortos de La Pandilla entre 1922 y 1931.

## Carrera
Nacido en Boston, Massachusetts, Hoskins solo tenía un año de edad cuando inició su trayectoria en La Pandilla. Su personaje permaneció en la serie a lo largo de los años de cine mudo y durante la transición al sonoro, dejando La Pandilla en 1931, a los once años de edad. Con sus trenzas y su irregular indumentaria, Farina parecía un pickaninny, un negrito, en la tradición del personaje Topsy de la novela La cabaña del tío Tom, pero al ganar popularidad el personaje y Allen Hoskins hacerse mayor, Farina desarrolló personalidad propia diferente de la de Topsy. El nombre "Farina", derivado de un tipo de cereal, se eligió porque su género era ambiguo: Siendo muy pequeño, Farina aparecía tanto como un niño como una niña, y a veces ambos en un mismo film, para perplejidad del público.
Durante su tiempo con La Pandilla, Farina se convirtió en el personaje más popular. Aunque no era el primer niño negro actor (ni siquiera el primer negro en La Pandilla), Farina podría decirse que fue la primera estrella infantil de raza negra. El último contrato de Allen Hoskins con el Estudio de Hal Roach le reportaba 250 dólares semanales, más de lo que cualquier otro niño (incluido Jackie Cooper) ganaba en esa época. En total actuó en 105 cintas de La Pandilla, siendo sustituido por Matthew Beard.

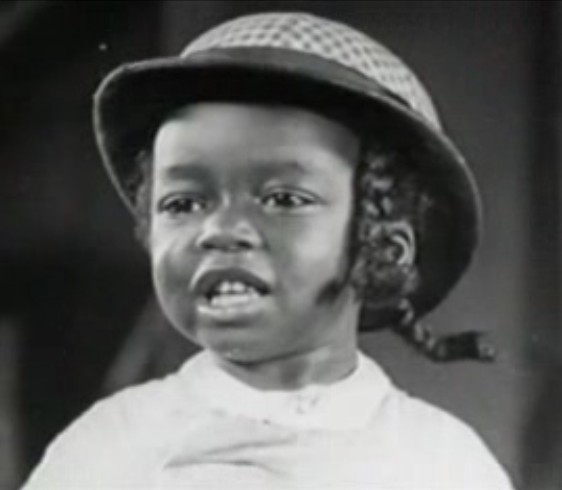
Hoskins en Dogs of War (1923.)

El doblaje en México fue hecho bajo la dirección de Francisco Colmenero, la voz de Farina fue doblada por María Antonieta de las Nieves (La Chilindrina), Perlita la hermanita de Farina doblada por Rocío Arreola Santander, Alfalfa por Sofía Calzadilla y Spanky por Diana Santos Colmenero. 

## Años posteriores aLa Pandilla
Tras dejar La Pandilla, Hoskins consiguió algunos pequeños papeles en largometrajes e interpretó un número de vodevil con su hermana, Jannie Hoskins, que también era miembro del grupo. Tras servir en la Segunda Guerra Mundial, Hoskins empezó a alejarse del mundo del espectáculo. Finalmente tuvo una provechosa trayectoria ayudando a jóvenes discapacitados con problemas de drogodependencia y enfermedades mentales en centros médicos del área de Los Ángeles.   
Allen Hoskins falleció a causa de un cáncer en 1980 en Oakland (California). Fue enterrado en el Cementerio Evergreen de Oakland.

## Selección de su filmografía
| Año  | Título                | Papel                | Observaciones                  |
| ---- | --------------------- | -------------------- | ------------------------------ |
| 1922 | One Terrible Day      | Farina               |                                |
| 1923 | Dogs of War           | Farina               |                                |
| 1924 | Every Man for Himself | Farina               |                                |
| 1925 | Boys Will Be Joys     | Farina               |                                |
| 1925 | Your Own Back Yard    | Farina               | El corto favorito de Hal Roach |
| 1926 | Uncle Tom's Uncle     | Farina               |                                |
| 1927 | The Old Wallop        | Farina               |                                |
| 1928 | The Smile Wins        | Farina               |                                |
| 1928 | School Begins         | Farina               |                                |
| 1929 | Saturday's Lesson     | Farina               |                                |
| 1930 | Pups Is Pups          | Farina               |                                |
| 1931 | Fly My Kite           | Farina               |                                |
| 1932 | You Said a Mouthful   | Sam Wellington       | Acreditado como Farina         |
| 1933 | Fish Hooky            | Farina               |                                |
| 1935 | Reckless]             | Gold Dust, un Jockey | Acreditado como Farina         |
| 1936 | The Gorgeous Hussy    | Muchacho             | Sin créditos                   |
| 1936 | Winterset             | Hambone              | Sin créditos                   |